# Hawke River
Der Hawke River ist ein 54 km langer Zufluss der Labradorsee im Südosten der Labrador-Halbinsel in der kanadischen Provinz Neufundland und Labrador.

## Flusslauf
Der Hawke River entsteht am Zusammenfluss seiner beiden Quellflüsse Mountain Brook und Main Brook auf einer Höhe von etwa 125 m. Er fließt anfangs 10 km nach Südosten. Anschließend wendet er sich in Richtung Nordnordost und schließlich strömt er in Richtung Ostnordost. Größere Nebenflüsse des Hawke River sind Southwest Feeder von rechts sowie Beaver Brook, Western Feeder und Northwest Feeder von links. Der Hawke River mündet in das Kopfende des Nordarms der langgestreckten Fjord-ähnlichen Bucht Hawke Bay. Die Flussmündung liegt 30 km nördlich der Gemeinde Charlottetown. 25 km östlich der Mündung am Ausgang der Bucht auf der Insel Hawke Island befindet sich die Siedlung Hawke Harbour. Einschließlich des rechten Quellflusses Main Brook beträgt die Gesamtlänge 90 km. Die beiden Quellflüsse entspringen in einem Hügelgebiet auf etwa 400 m. Der Trans-Labrador Highway (Route 510) verläuft 8 km südlich vom Oberlauf des Main Brook. Das Einzugsgebiet des Hawke River umfasst 1891 km². Die Hügel sind von Wäldern aus Schwarz-Kiefern und Balsam-Tannen bedeckt.

## Flussfauna
Im Hawke River kommt der Atlantische Lachs sowie die nicht-anadrome Form des Bachsaiblings vor.